# 妹妹思春期
《妹妹思春期》是氏家ト全創作的四格漫画作品。于《週刊Young Magazine》2001年39號至2007年52號连载。单行本全10卷。本作的故事围绕城岛家兄妹以及佳奈美的同学展开，其中有很多黄段子。銷售量累計超過130萬部。

## 登场人物

### 妹妹思春期
城島佳奈美
本作的女主角，就讀小笠原高中一年級。16歲，身高160公分，血型O型，跟哥哥兩人住在一起，很擅長做家事，學校成績也很優秀。雖是能幹的女孩，但總是講些低級笑話嚇到哥哥與周邊的人。是個思春期過人的女高中生。
城島真嗣
佳奈美的哥哥，就讀小笠原高中三年級，18歲，身高176公分，血型O型，成績普通，喜欢看色情片與色情書刊。很受女性的欢迎，但是没有女朋友。曾经说“我的恋人是右手”。
矢野亞紀
加奈美的同學，16歲，身高163公分，血型A型，生日8月1日。個性開朗老實，本作中负责吐槽的角色，巨乳，经常因此受到伙伴们的嫉妒。
黑田愛華
生日12月24日。佳奈美上幼儿园的时候的同学（妹妹向日葵班），后来虽然因为转学分开了，但是在高中时重逢。为了保护自己的童贞，经常穿着贞操带。喜欢读色情小说，自己也在写。唯一一個可以用開黃腔壓制住小宮山老師的學生。有養一隻四歲的公貓叫做「金玉」（日文漢字的意思是「睪丸」），被黑田愛華調教得有點M屬性。另有一隻母貓叫「小玉」，兩隻貓的小孩叫「珍玉」。
岩瀨翔子
加奈美的同學，16歲，身高161公分，血型O型，參加吹奏樂器社團，個性認真文靜，但提到男朋友時就非常大膽，本作中唯一有男朋友的人。
叶美穗
佳奈美的同级生，16歲，身高160公分，血型B型。因为和佳奈美都是风纪委员，所以认识佳奈美。喜欢真嗣，经常用各种方法想要向真嗣传达爱意，但总是不顺利。她作为主角的时候，一般是以《楚楚可憐的○○》作为标题。找小宮山老師當戀愛指導員，但好像指導錯了方向。
新井一也
真嗣的同學，18歲，身高178公分，血型A型。經常因為開黃腔而被今岡夏美揍一頓，特技是不用碰觸就能射。
今岡夏美
真嗣的同班同學，18歲，人緣很好，風紀委員長。
關川英子
13歲，參加網球社，城島真嗣與城島佳奈美的表妹。
福浦真帆
英子的朋友，13歲，個性開朗活潑，參加網球社，成績很差。
吉見千華
英子的朋友，13歲，文靜乖巧的女孩，參加美術社，沒什麼存在感。
小宮山老師
女教師，26歲，身高167公分，血型AB型，化學老師，經常穿著實驗衣。經常開黃腔。
加藤キョウコ
女教師，已婚，29歲，身高166公分，血型O型，有個一歲的孩子，任教科目為國文。有著老實的性格，經常被小宮山老師欺負，但兩人的關係還是很好。
瑪麗亞・羅斯福
單行本第五卷登場，女教師，美國佛羅里達州人，身高173公分，體重49公斤，有一個大2歲的姊姊。為研習語言前來日本，任教科目為英文。喜歡日本文化，但多有所誤解。喜歡女孩子，喜歡到極點
坪井老師
佳奈美的班導師，24歲，身高179公分，血型A型。個性老實，對工作很熱心，向小宮山老師請教如何教育學生，結果變成滿口黃段子。
山本老師
家庭科教師。
緒方源藏任老師
城島真嗣的班導師，任教25年。
金城薰
單行本第五卷登場，岩瀨翔子的女性朋友，16歲，身高170公分，體重51公斤，就讀紅百合女學院，參加籃球社。外表十分帥氣，但對性事完全不懂。

### 番外篇 妹妹向日葵班
佐佐岡綾
銀杏班的幼稚園老師，23歲，很喜歡開黃腔。在從事保姆前從事過很多工作，人生閱歷豐富。黑田愛華在幼稚園時期就跟佐佐岡綾開黃腔對抗。
宮本麗子
向日葵班的幼稚園老師，24歲，個性認真負責，總是被同事與小孩耍得團團轉。
長渕始
陽光幼稚園的園長，61歲，好好先生的個性，有M屬性的體質。
長渕美奈子
園長夫人，相當年輕，在任職保姆時與園長相遇。太過於喜歡小孩而被禁止進入幼稚園。
吉岡繭
轉學進來的小女孩，生日6月9日6點9分，所以認為爸媽一定是用69式懷孕。經常會講黃段子而笑到缺氧。

## 出版書籍
| 集數 | 講談社         | 講談社                 | 東立出版社     | 東立出版社             |
| 集數 | 發售日期       | ISBN                   | 發售日期       | ISBN                   |
| ---- | -------------- | ---------------------- | -------------- | ---------------------- |
| 1    | 2002年8月5日   | ISBN 4-06-361059-4     | 2010年8月2日   | ISBN 978-986-10-5584-8 |
| 2    | 2003年3月6日   | ISBN 4-06-361116-7     | 2010年8月2日   | ISBN 978-986-10-5585-5 |
| 3    | 2003年9月5日   | ISBN 4-06-361162-0     | 2010年9月28日  | ISBN 978-986-10-5586-2 |
| 4    | 2004年5月17日  | ISBN 4-06-361237-6     | 2010年10月25日 | ISBN 978-986-10-5587-9 |
| 5    | 2004年12月17日 | ISBN 4-06-361291-0     | 2010年11月18日 | ISBN 978-986-10-5588-6 |
| 6    | 2005年8月17日  | ISBN 4-06-361350-X     | 2010年12月10日 | ISBN 978-986-10-5589-3 |
| 7    | 2006年5月2日   | ISBN 4-06-361445-X     | 2011年5月17日  | ISBN 978-986-10-5590-9 |
| 8    | 2006年12月6日  | ISBN 4-06-361492-1     | 2011年6月22日  | ISBN 978-986-10-5591-6 |
| 9    | 2007年8月6日   | ISBN 978-4-06-361576-0 | 2011年12月8日  | ISBN 978-986-10-5592-3 |
| 10   | 2008年1月4日   | ISBN 978-4-06-361634-7 | 2012年1月16日  | ISBN 978-986-10-5593-0 |

## 外部連結
- 妹は思春期ならではの興味や悩み全開。一度ツボにはまると抜け出せません（页面存档备份，存于）